# Pseudobias wardi
Il pigliamosche di Ward (Pseudobias wardi Sharpe, 1870) è un uccello della famiglia Vangidae, endemico del Madagascar. È l'unica specie del genere Pseudobias.